# Triomf van Cleopatra

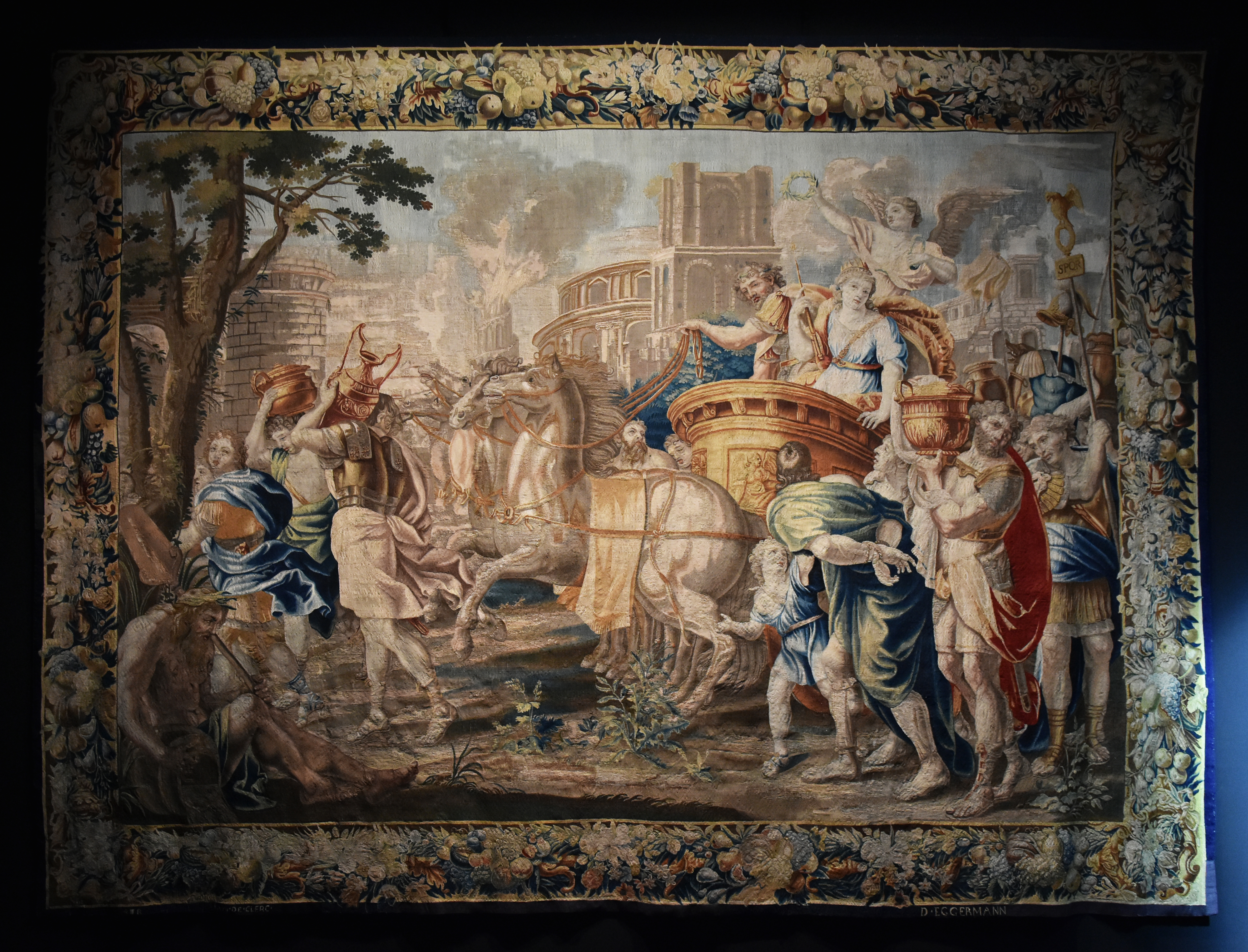
Triomf van Cleopatra

Triomf van Cleopatra is een wandtapijt ontworpen door Charles Poerson in de 17e eeuw en maakt deel uit van een reeks van acht wandtapijten over Cleopatra. Het is geweven in Brussel door Jan Le Clerc en Daniël Eggermans.

## Iconografie
Het werk beeldt een scène uit de Klassieke oudheid af. Op het middenplan zien we Cleopatra en Marcus Antonius afgebeeld in een Romeinse praalwagen. Deze vierspant was het keizerlijk en voor de elite bestemd rijtuig bij uitstek. Een engel houdt hen een lauwerkrans boven het hoofd. Op het achterplan zien we gebouwen die in vlammen opgaan, vormgegeven door een traditionele klassieke architectuur.
Het tafereel is omringd met een rijkelijk door floraliën versierde borduur.

## Achtergrond
Dit werk getuigt van de rijke traditie en productie in Brussel van wandtapijten in de 16e en 17e eeuw en getuigt van de hoogstaande positie op de Europese markt. Algemeen wordt aangenomen dat Brussel toen het grootste en beste productiecentrum was. Naam en faam hadden de ateliers van Jan Le Clerc en Daniël Eggermans. Hun watermerk rechtsonder op de tapijten kenmerken hun werk.
Het werk werd in 2018 door de Koning Boudewijnstichting, via het Fonds Raphaël en Françoise Haeven verworven. Waarna werd het toevertrouwd aan het Museum voor Kunst en Geschiedenis in Brussel. Hier wordt het opgehangen in dialoog met andere wandtapijten zoals deze ontworpen door de hand van tijdgenoot Justus van Egmont.